# George Joseph Lucas
George Joseph Lucas (St. Louis, Missouri, 12 de junho de 1949) é um ministro católico romano e arcebispo de Omaha.
O Arcebispo de Saint Louis, John Joseph Carberry, o ordenou sacerdote em 24 de maio de 1975.
O Papa João Paulo II o nomeou Bispo de Springfield, Illinois em 19 de outubro de 1999. O Arcebispo de Chicago, Francis Eugene George OMI, concedeu sua consagração episcopal em 14 de dezembro do mesmo ano; Os co-consagradores foram Gabriel Montalvo Higuera, Núncio Apostólico nos Estados Unidos da América, e Daniel Leo Ryan, Ex-Bispo de Springfield, Illinois. Ele escolheu Graça e Misericórdia como seu lema.
Ele foi nomeado arcebispo de Omaha em 3 de junho de 2009 e foi empossado em 22 de julho daquele ano.
Em 13 de dezembro de 2019, o Papa Francisco também o nomeou Administrador Apostólico de Lincoln durante a ausência do bispo diocesano devido a doença.